# Sphenomorphus microtympanus
Espèce
Statut de conservation UICN

 LC  : Préoccupation mineure
Sphenomorphus microtympanus est une espèce de sauriens de la famille des Scincidae.

## Répartition

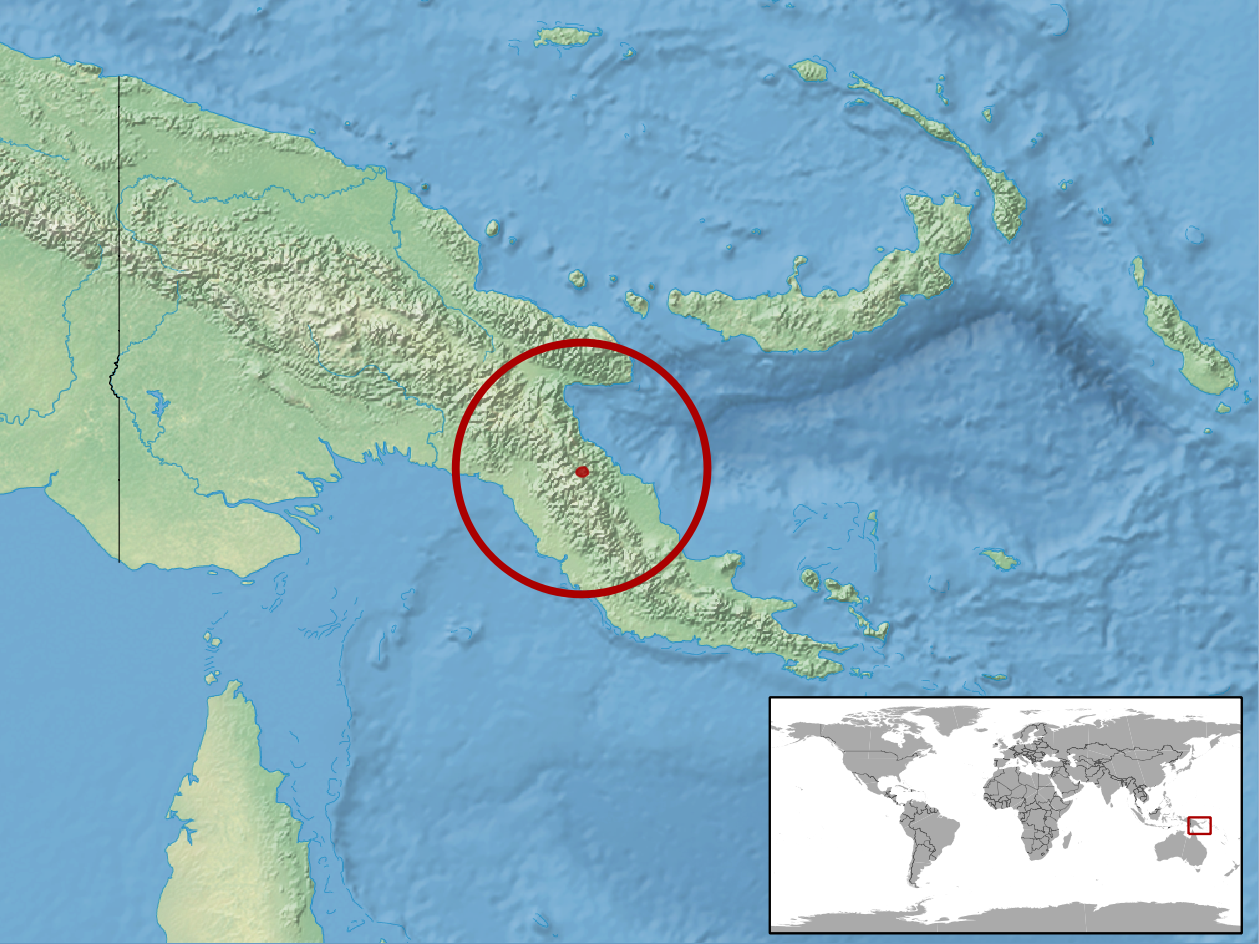
Répartition de l'espèce.

Cette espèce est endémique de Papouasie-Nouvelle-Guinée.

## Étymologie
Le nom spécifique microtympanus vient du grec mikros, petit, et du latin tympanum, le tympan, en référence à la petite taille du tympan de ce saurien.

## Publication originale
- Greer, 1973 : Two new lygosomine skinks from New Guinea with comments on the loss of the external ear in lygosomines and observations on previously described species. Breviora, no 406, p. 1-25 (texte intégral).